# Tritagonista
Nel dramma greco antico, il tritagonista (in greco antico: τριταγωνιστής?, tritagōnistḗs) era il terzo membro della compagnia di attori. Secondo la tradizione, la figura sarebbe stata un'innovazione introdotta da Sofocle.

## Storia
La parte del tritagonista è emersa da forme precedenti di dramma a due attori. Laddove due attori consentivano solo un personaggio principale e il suo avversario, spostando la parte di avversario a un terzo attore (il tritagonista) consentiva al secondo attore (il deuteragonista) di interpretare ruoli di confidente o aiutante del personaggio principale, e quindi suscitare una maggiore profondità del carattere del personaggio principale chiedendo al protagonista di spiegare i propri sentimenti e motivazioni a un ascoltatore sul palco. Poiché le recitazioni teatrali dell'antica Grecia erano in parte melodiche, il ruolo del tritagonista veniva tipicamente assegnato a un interprete con una voce nella gamma dei bassi (rispetto al protagonista come tenore e al deuteragonista come baritono).
Cicerone, nella sua Divinatio in Caecilium, riferì che il tritagonista (essendo un ruolo di minore importanza rispetto al protagonista) avrebbe spesso dovuto domare la sua voce se fosse stato naturalmente più forte del protagonista.
Notevoli attori della Grecia antica che hanno lavorato in questo ruolo includono l'oratore Eschine, che Demostene riteneva privo di talento come tritagonista,  e Minisco, che fu tritagonista sotto il drammaturgo Eschilo.
In alcune forme di teatro greco era tradizione che il tritagonista entrasse in scena da sinistra.